# Лысанов, Николай
Николай Лысанов (эст. Nikolai Lõsanov; 9 мая 1983, Таллин) — эстонский футболист, атакующий полузащитник.

## Биография
Воспитанник таллинской футбольной школы «Пума». Взрослую карьеру начал в старшей команде «Пумы» в третьей лиге Эстонии в 1999 году. В 2000 году перешёл в «Нарва-Транс», в составе которого дебютировал в высшей лиге 25 мая 2000 года в матче против «Курессааре». Свой первый гол в высшей лиге забил 13 сентября 2000 года в ворота «Лоотуса». Всего за свой первый приход в нарвский клуб сыграл 66 матчей за четыре сезона. Стал обладателем Кубка Эстонии 2001 года, но в финальном матче не играл.
В 2002—2003 годах — в период выступлений за «Транс» — играл также в первой лиге за команду «Меркуур» (Тарту), имевшую тогда статус фарм-клуба нарвитян. В 2004 году «Меркуур» получил место в высшем дивизионе и Лысанов подписал постоянный контракт с клубом. Провёл в составе «Меркуура» два сезона, будучи игроком стартового состава. А в 2006 году приостановил профессиональную карьеру и провёл сезон в любительском клубе четвёртой лиги, но в 2007 году вернулся в клуб из Тарту, носившей теперь название «Мааг-Таммека», и стал его лучшим бомбардиром наряду с Сикстеном Казимиром, забив за сезон 10 голов.
В 2008 году вернулся в «Нарва-Транс», с которым в том же сезоне стал бронзовым призёром чемпионата и обладателем Суперкубка Эстонии (в матче остался запасным), а также с 13 забитыми голами вошёл в десятку лучших бомбардиров чемпионата и стал лучшим снайпером своего клуба. В 2009 году нерегулярно выступал за стартовый состав «Транса», а с августа прекратил выступления, клуб в этом сезоне также завоевал бронзовые награды.
В дальнейшем несколько сезонов выступал в первой и второй лигах за таллинскую «Пуму» и клуб из Кивиыли («Тамме Ауто», «Ирбис»). Завершил карьеру в 2016 году.
Всего в высшем дивизионе Эстонии сыграл 193 матча и забил 37 голов. Участвовал в играх еврокубков.
Также участвовал в соревнованиях ветеранов и в чемпионате Эстонии по пляжному футболу.

## Достижения
- Бронзовый призёр чемпионата Эстонии: 2008, 2009
- Обладатель Кубка Эстонии: 2000/01
- Обладатель Суперкубка Эстонии: 2008

## Личная жизнь
Брат Анатолий (род. 1986) также футболист, провёл 4 матча в высшей лиге Эстонии и много лет играл за клубы низших лиг.